# Посессорный иск
Посессорный (посессионный) иск (иначе — владельческий иск) — иск, при котором истец не ссылается на титул (право владения), а лишь утверждает о том, что он лишился владения или имеет препятствия во владении незаконными действиями ответчика. Истец в этом случае должен доказать наличие своего владения перед нарушением. Для суда не имеет значения, кто является истцом. Истцом может быть и собственник (титульный владелец), защищающий своё владение; и добросовестный приобретатель, защищающий владение от третьих лиц или от собственника, не прибегающего к правовым средствам защиты и предпочитающего самоуправство. Посессорный иск может исходить и от недобросовестного владельца, в том числе совершившего кражу данной вещи, при условии если вор подвергается насилию со стороны третьих лиц или собственника вещи. Предполагается, что в результате подачи посессорного иска государство обязуется не допустить насилия при решении имущественных споров.

## Соотношение петиторных и посессорных исков
Посессорную защиту от петиторной отличают признаки:
- недопущение спора о праве;
- оперативность;
- предварительный и временный характер защищенного положения;
- насилие как главный повод для вмешательства государственной власти.